# House of Spoils - Il sapore del male
House of Spoils - Il sapore del male (House of Spoils) è un film del 2024 scritto e diretto da Bridget Savage Cole e Danielle Krudy.

## Trama
Un'ambiziosa chef decide di aprire un ristorante in una zona isolata affrontando il caos in cucina, insicurezze e una presenza inquietante che rischia di minacciare ogni sua iniziativa.

## Produzione
Le riprese del film sono cominciate a Budapest nell'agosto 2022.

## Distribuzione
Il film è stato presentato al Fantastic Fest il 21 settembre 2024 e distribuito sulla piattaforma Amazon Prime Video a partire dal 3 ottobre 2024.